# 北堀之內站
北堀之內站（日语：／ Kita-Horinouchi eki */?）是位於新潟縣魚沼市下島，屬於東日本旅客鐵道（JR東日本）的上越線車站。

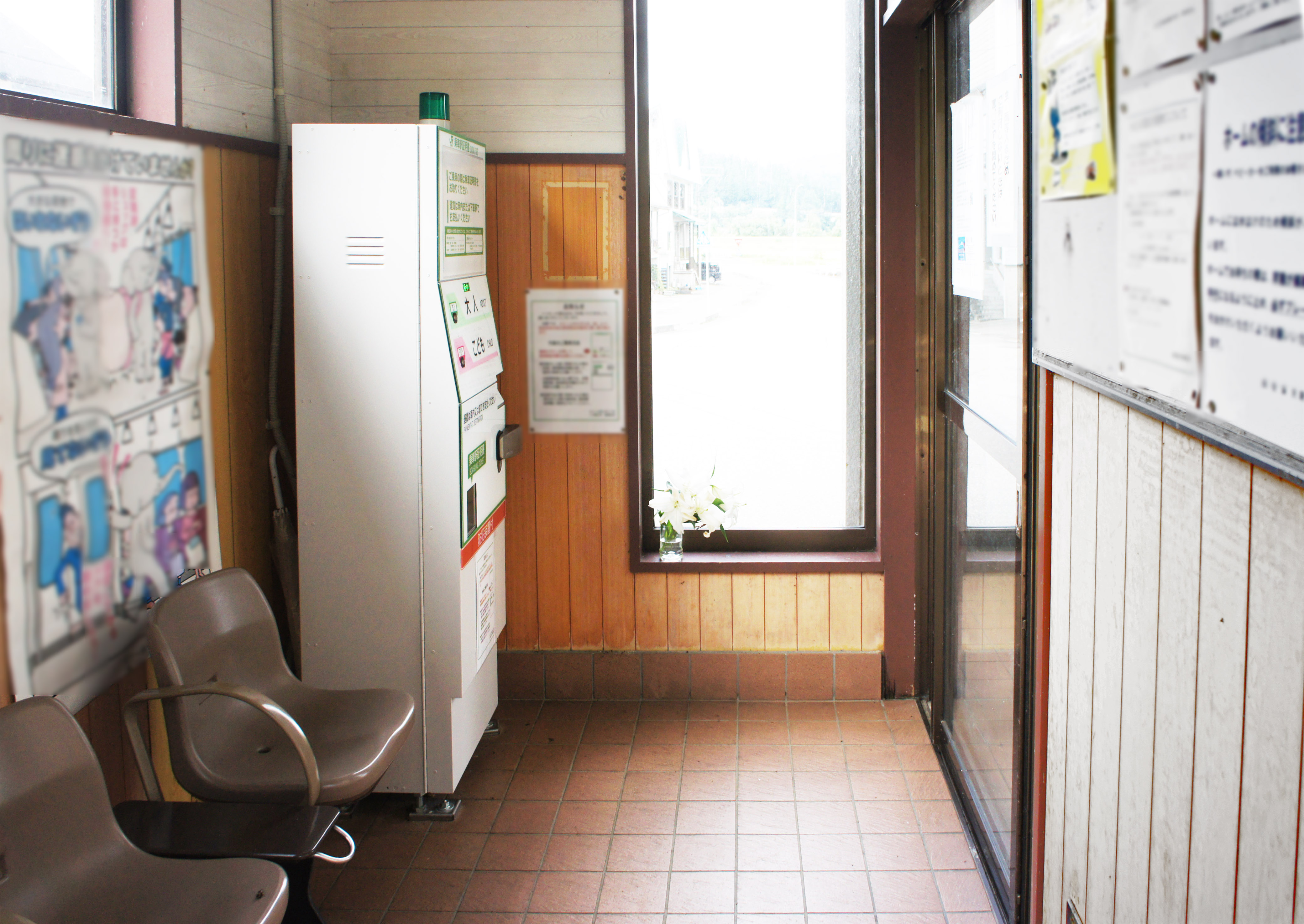
候車室内(2021年9月)

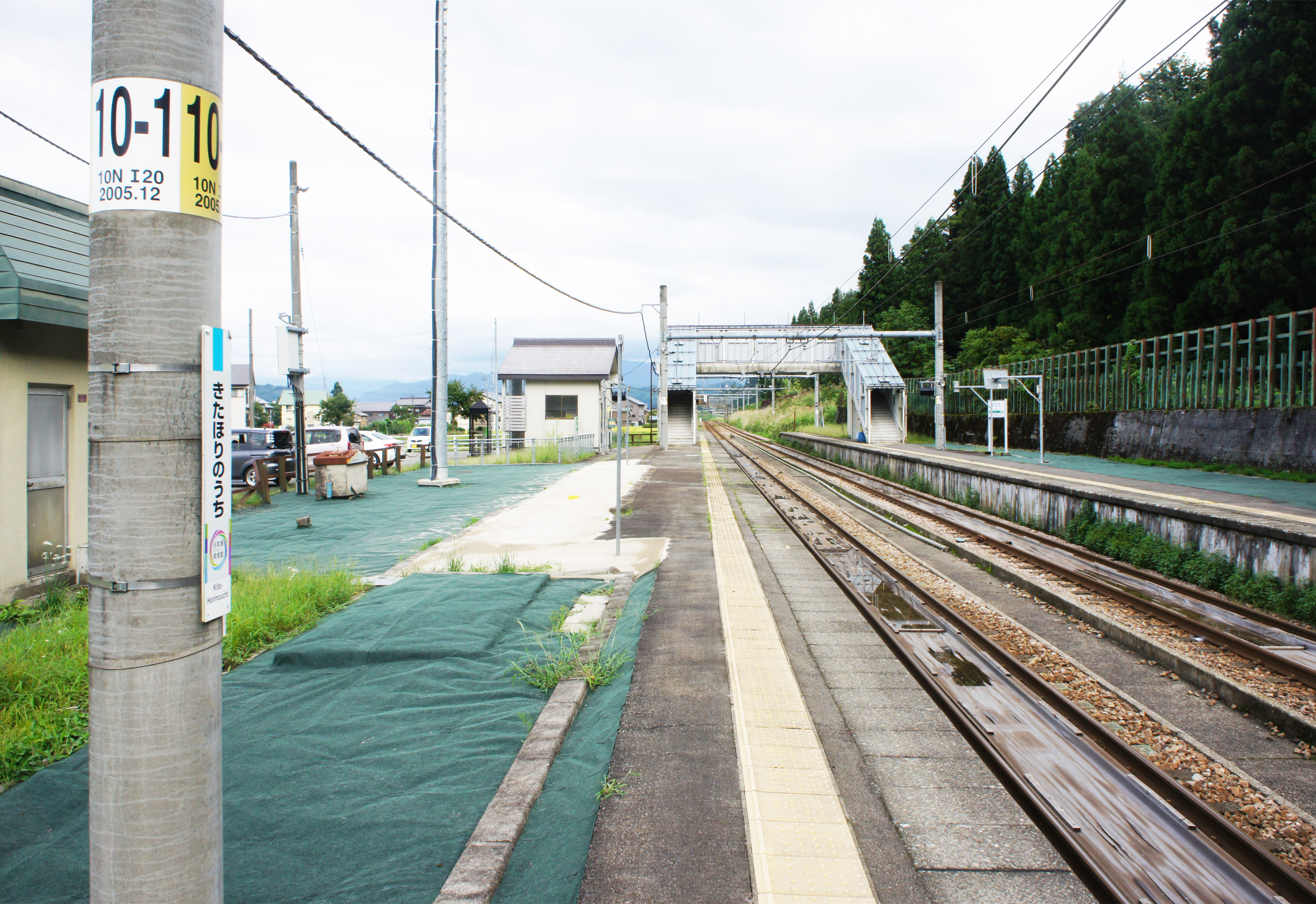
月台(2021年9月)

## 歷史
- 1944年（昭和19年）9月20日：設置越後下島號誌站。
- 1950年（昭和25年）2月15日：升級至車站。名為北堀之內站[1]。
- 1970年（昭和45年）12月25日：成為無人車站。
- 1987年（昭和62年）4月1日：伴隨國鐵分割民營化，車站由東日本旅客鐵道（JR東日本）營運。

## 車站構造
此站是地面車站，設有2面2線的相對式月台。兩月台之間設有跨線橋連接。此站是由越後湯澤站管理的無人車站。站房（北邊）位於越後湯澤方向月台旁，對面設有長岡方向月台。站內則設有候車室、乘車站證明票發行機和廁所。

### 月台
| 月台         | 路線    | 上下行 | 方向               |
| ------------ | ------- | ------ | ------------------ |
| 車站大樓一方 | ■上越線 | 上行   | 小出、越後湯澤方向 |
| 車站大樓對面 | ■上越線 | 下行   | 小千谷、長岡方向   |

參考

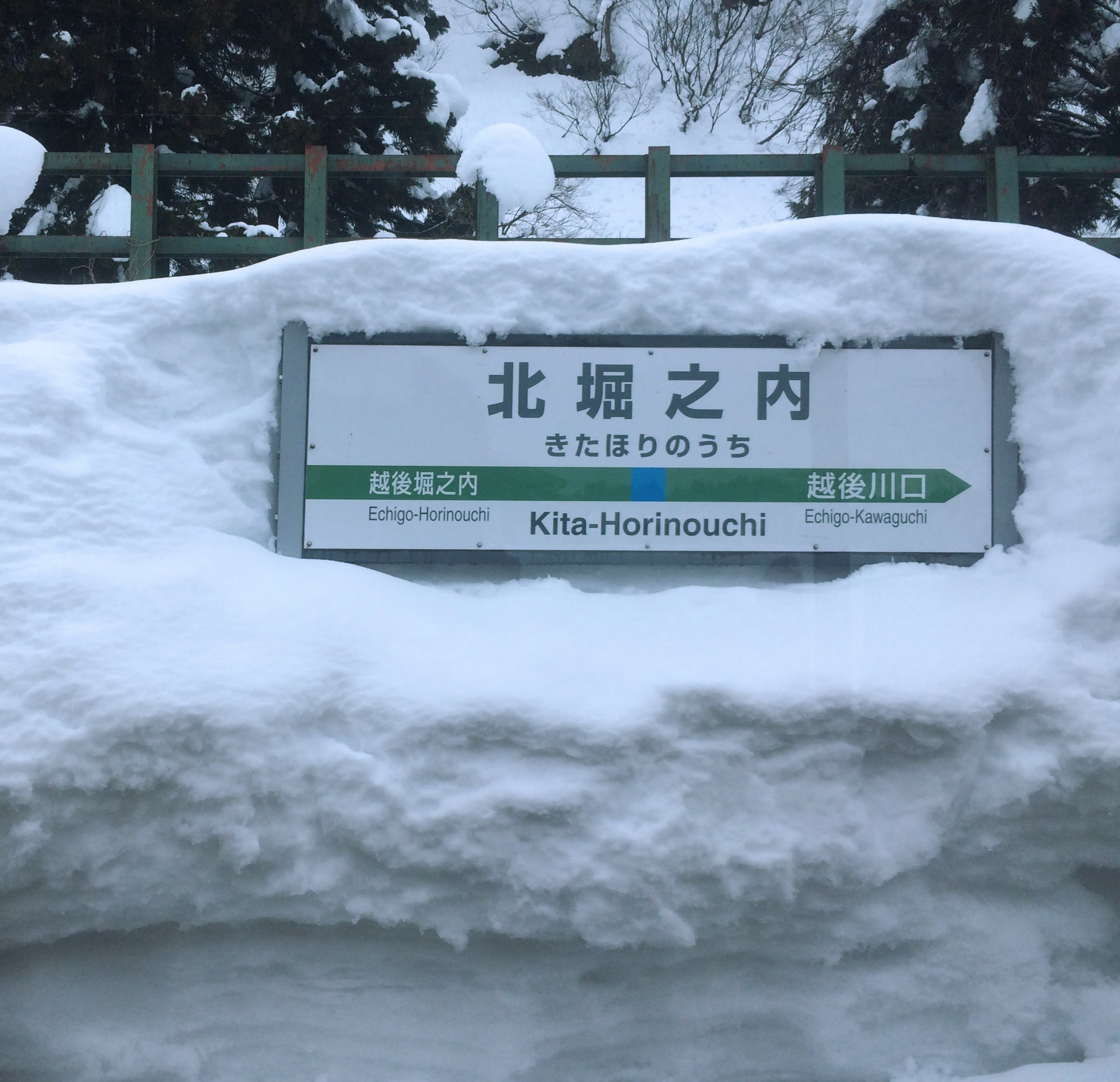
在冬季，站名牌有機會被積雪覆蓋

## 車站周邊
- 國道17號

## 巴士路線

包含此站在內的南越後觀光巴士路線圖

越後交通集團下的南越後觀光巴士設有巴士路線停靠附近巴士站。同時，站前是位於魚沼市預約型乘合的士範圍內。
- UK 小出＝川口＝小千谷線[4]
最近的巴士站是在車站北邊的「北堀之內站前」（UK19）。

## 相鄰車站
東日本旅客鐵道（JR東日本）
■上越線
越後堀之內－北堀之內－越後川口

## 注腳
1. 1 2  「日本國有鐵道公示第17號」『官報』1950年1月27日（國立國會圖書館數碼化收藏）
2. ↑  JR東日本:駅構内図 （页面存档备份，存于）（日語）
3. ↑  乗合タクシー時刻表 （页面存档备份，存于）（日語） - 魚沼市，2018年11月10日參閲。
4. ↑  南越後観光バス （页面存档备份，存于）（日語） - 2018年11月10日參閲。

## 外部連結
- 車站資訊（北堀之內）：東日本旅客鐵道（日語）